# Joseph Owona
Joseph Vladimir Owona (Yaoundé, 26 agosto 1976) è un ex cestista camerunese con cittadinanza francese.

## Carriera
Con il Camerun ha disputato due edizioni dei Campionati africani (2007, 2011).